# Prostytucja w Szwecji
Prostytucja w Szwecji – w Szwecji wykonywanie zawodu prostytutki nie jest karalne. Karalne jest jednak korzystanie z usług prostytutek. Prawo zakazujące płacenia lub próby płacenia za usługi seksualne zostało uchwalone 29 maja 1998 i było wynikiem kampanii feministek i centrolewicy, której celem było przekonanie parlamentu, że społeczeństwo nie powinno akceptować prostytucji. Oprócz płacenia za usługi prostytutek karalne jest również czerpanie korzyści majątkowych z prostytucji przez inną osobę i nakłanianie innych osób do prostytucji. Szwedzkie rozwiązanie prawne dotyczące prostytucji nie jest modelem prohibicyjnym, abolicjonistycznym czy dekryminalizacyjnym. Stanowi osobny model określany jako model skandynawski.
Prostytucje reguluje § 11 ust. 1 rozdział VI szwedzkiego Kodeku Karnego, zatytułowany przestępstwa seksualne. Artykuł ten mówi: "kto uiszczając wynagrodzenie, podejmuje stosunki seksualne z inną osobą, która podejmuje takie stosunki za wynagrodzeniem inaczej niż dorywczo, podlega karze grzywny lub pozbawienia wolności do roku".
Prawo to zostało uchwalone po dołączeniu Szwecji do UE w 1994. Po akcesji w prasie szwedzkiej pojawiały się informacje o dużej liczbie prostytutek z Europy Wschodniej, które świadczyły swoje usługi w Szwecji.